# Michelle Martin (zaak-Dutroux)
Michelle Martin (Waterloo, 15 januari 1960) is een Belgische misdadigster. Zij is veroordeeld tot dertig jaar gevangenisstraf vanwege haar betrokkenheid bij de zaak-Dutroux. Martin werd op 28 augustus 2012 onder voorwaarden vervroegd vrijgelaten. Op 19 augustus 2022 zijn de voorwaarden opgeheven en is zij volledig vrij. Martin is de ex-echtgenote van Marc Dutroux.

## Geschiedenis
Martin is een voormalige lerares. In 1985 en 1986 verkrachtte haar latere echtgenoot Marc Dutroux vijf tienermeisjes. Martin was daarvan op de hoogte en werd tevens schuldig bevonden aan de verkrachting van een Slowaaks meisje, omdat zij het verdovende middel haloperidol in haar koffie goot.
In april 1989 legde de rechtbank in Charleroi Michelle Martin voor de feiten uit 1985 een gevangenisstraf van vijf jaar op. Dutroux kreeg 13,5 jaar. De twee traden in 1988 in de gevangenis in het huwelijk. Het koppel kreeg drie kinderen.
In 1992 werden Martin en Dutroux door de toenmalige Minister van Justitie Melchior Wathelet in toepassing van de Wet-Lejeune vervroegd vrijgelaten. Martin en haar echtgenoot vestigden zich in Sars-la-Buissière.
Enkele jaren na de vrijlating ontvoerde Dutroux zes meisjes. Martin was op de hoogte van deze nieuwe ontvoering. Terwijl Dutroux van december 1995 tot maart 1996 gevangenzat, wist Martin dat twee van deze meisjes, Julie en Mélissa, nog leefden en maandenlang in een kleine, onverwarmde kelder van Dutrouxs huis in Marcinelle opgesloten zaten. Ze deed echter niets om de opgesloten kinderen te redden of eten te bezorgen. Ze gaf wel eten aan de aanwezige honden. De meisjes stierven van ontbering.
Op 12 augustus 1996 werd Martin samen met Dutroux en Lelièvre aangehouden voor medeplichtigheid aan de activiteiten van de bende van Dutroux. Ze werd overgebracht naar de gevangenis van Namen.

## Veroordeling
Tijdens een twee uren durende ondervraging op 2 maart 2004 door de voorzitter van het hof van assisen, gaf de toen 44-jarige Martin toe dat Dutroux haar van al zijn ontvoeringen op de hoogte had gebracht en dat ze inderdaad niets had ondernomen om Julie en Mélissa te helpen of te redden terwijl Dutroux een tijd in de gevangenis zat. Ze sprak Dutroux tegen die verklaard had in opdracht van anderen meisjes te ontvoeren. Ze verklaarde dat er geen opdrachtgever voor de ontvoeringen was, dat die enkel bedoeld waren om aan de behoeften van Dutroux te voldoen. Zij verklaarde dat ze alles onderging, met een panische angst voor Dutroux en zich niet aan zijn invloed kon onttrekken.
Martin werd veroordeeld voor opsluiting en foltering van de zes meisjes en voor lidmaatschap van een bende die meisjes ontvoerde tot de maximumstraf van dertig jaar gevangenis. Daarnaast werd zij veroordeeld tot betaling van een schadevergoeding van 179.000 euro.

## Strafuitvoering
Eind 2003 liet Martin zich vanuit de gevangenis scheiden van Dutroux.

### Vervroegde vrijlating
Vanaf het moment dat zij een derde van haar straf had uitgezeten, augustus 2006, vroeg Martin meerdere malen om voorwaardelijke invrijheidsstelling, zoals voorzien in de Wet-Lejeune:
De eerste aanvragen voor voorwaardelijke vrijlating werden door de strafuitvoeringsrechtbank verworpen. In april 2007 diende Michelle Martin een eerste aanvraag in. Deze werd verworpen gelet op de ernst van de feiten, het gebrek aan reclasseringsvooruitzichten en de risico's verbonden aan het psychologisch profiel van de veroordeelde. Ook in 2008 en 2009 werden aanvragen verworpen.
Op 8 mei 2011, Martin had inmiddels de helft van haar straf uitgezeten, verkreeg ze voor de eerste keer voorwaardelijke invrijheidstelling. Half juni 2011 waren de opgelegde voorwaarden echter niet vervuld. Het Franse klooster dat aanvankelijk had toegestemd om aan Martin onderdak te verlenen, trok deze toezegging in. Op 7 juni 2011 werd het gerechtelijk dossier naar de Franse instanties gestuurd. De Franse minister van Justitie Michel Mercier had vooraf al laten weten dat hij niet de intentie had Martin op Frans grondgebied toe te laten.
De strafuitvoeringsrechtbank van Bergen kende op 31 juli 2012 de voorwaardelijke vrijlating toe, met een aantal bijkomende voorwaarden, psychologische opvolging, geen contact zoeken met slachtoffers of hun naasten, en geen contact met de media zoeken. Ditmaal was het het klooster van de Arme Klaren in Malonne (deelgemeente van Namen), waar de elf 'Clarissen' zich verbonden haar op te vangen. 
De procureur-generaal van Bergen Claude Michaux tekende cassatieberoep aan tegen de voorwaardelijke invrijheidstelling, waardoor Martin ook niet onmiddellijk kon vrijgelaten worden. Enkele burgerlijke partijen hebben zich hierbij aangesloten. In het advies van de auditeur-generaal Raymond Loop werd echter bevestigd dat de burgerlijke partijen geen cassatie-beroep konden aantekenen, omdat ze geen partij zijn voor de strafuitvoeringsrechtbank en zich niet kunnen verzetten tegen haar vonnissen. Op 28 augustus 2012 volgde het Hof van Cassatie in Brussel dit advies en oordeelde dat de strafuitvoeringsrechtbank geen procedurefouten had gemaakt. Enkele uren na deze uitspraak verliet Martin de gevangenis van Berkendael, aan boord van een van de twee 4x4-politievoertuigen op weg naar het klooster in Malonne.
Na haar voorwaardelijke invrijheidstelling behaalde Martin een bachelorsgraad in de rechtsgeleerdheid.

### Definitieve vrijlating
Martin werd in augustus 2022 definitief vrijgelaten.

## Reacties op de voorwaardelijke invrijheidstelling
Kort na de uitspraak van de strafuitvoeringsrechtbank werden de muren van het klooster van de Arme Klaren beklad met Non. Non. M.M.. Maxime Prévot, burgemeester van Namen, nam de dreiging van een brandstichting ernstig en liet meer politiemannen patrouilleren in de buurt van het klooster. Hij wenste echter manifestaties niet te verbieden: 'Hoewel ik de beslissing van de zusters respecteer, begrijp ik heel goed de heftige reactie van de bevolking.' Dinsdag 31 juli 2012 voerden tientallen buurtbewoners met witte ballonnen actie aan het klooster tegen de komst van Michelle Martin. Op socialenetwerksites werd opgeroepen voor een manifestatie op vrijdag 3 augustus 2012. 400 tot 500 namen deel, in witte en zwarte kledij, met witte en zwarte ballonnen. Opvallend was de aanwezigheid en steun van extreemrechts. De initiatiefneemster hiervan was Sandra Latinis, voorzitster van Solidarité Unitaire, opgericht door voormalige leden van het extreemrechtse Front National. Op zondag 5 augustus 2012 werd in de voormiddag een woelige zwarte mars gehouden (70 aanwezigen), georganiseerd door het extreemrechtse Nation, onder de slogan 'Geen 15, geen 30, ze moet hangen'. Bij een poging door te breken naar het klooster gebruikte de politie traangas. Aanwezigen namen afstand van wat ze 'recuperatie door extreemrechts' noemden.
Vooral de families van de slachtoffers reageerden verbaasd en verontwaardigd. In de namiddag waren tijdens een vreedzame witte mars (driehonderd aanwezigen) de ouders van de vermoorde kinderen Annick Van Uytsel, Shana Appeltans (vermoord door Ronald Janssen) en Eefje Lambrecks aanwezig. Vader Lambrecks verklaarde te protesteren aan de kloosterdeuren 'omdat er geen juridische weg bestaat om Martin weg te houden uit Malonne' Hij ontving per brief een negatief antwoord van de kloosterzusters op zijn vraag Martin geen onderdak te geven: '[...] Maar toch zouden wij aan onze missie voorbijgaan, als we haar geen opvang zouden geven. Dat is onze rol. Wat zou de wereld zijn als niemand die ooit een misstap had begaan, nog een toekomst is gegund?' Paul Marchal en Betty Kolb, ouders van de vermoorde An Marchal, hadden een onderhoud op woensdag 8 augustus 2012 met de zuster-overste van de Clarissen. Deze verklaarde de zaak te bespreken met alle kloosterzusters en opnieuw te stemmen. Tommy Scholtes, de woordvoerder van de Belgische bisschoppen, informeerde bij de zusters naar de verandering in hun houding. Deze bevestigden echter hun standpunt zoals verwoord in het persbericht van 31 juli. 'Maar dat belet niet dat we de situatie opnieuw evalueren, zoals we de hele tijd doen. Op dit ogenblik komen we evenwel niet terug op onze oorspronkelijke beslissing.' Aartsbisschop André-Jozef Léonard van Mechelen-Brussel benadrukte dat de zusters Clarissen hun beslissing volledig autonoom genomen hadden, zonder tussenkomst van de bisschoppen: 'Die verklaring deed recht aan het onpeilbaar leed van de slachtoffers en aan de kans op bekering die elke mens mag krijgen. De opvang die de zusters eventueel aan Michelle Martin willen bieden, mag geen afbreuk doen aan de ondubbelzinnige keuze die de bisschoppen gemaakt hebben om, in het dossier van het kindermisbruik, aan de kant van de slachtoffers en hun verwanten te gaan staan. Die keuze is en blijft voor de bisschoppen prioritair.' De maatschappelijke haalbaarheid van het verblijf van Martin in Malonne is - volgens de kerkleider - geen vraagstuk voor de kerkelijke overheid, wel de bevoegdheid van burgerlijke en gerechtelijke overheden.
In een interview met onderzoeksjournalist Michel Bouffioux, die al sinds 1996 grondig over de zaak Dutroux bericht, verklaarde een van de neven van Martin dat de contacten tussen Martin en de Arme Klaren reeds dateerden van 2001, ruim voor de start van het assisenproces in 2004. Toen werden meubels uit de erfenis van haar moeder naar het klooster gebracht, op vraag van Martin. De neef sprak ook de uitspraken tegen van de advocaten van Martin, overgenomen door de strafuitvoeringsrechtbank en de kloosterzusters, dat Martin positief geëvolueerd zou zijn. 'Ik heb geen enkel woord van medeleven voor de slachtoffers gehoord, geen tranen, tenzij voor zichzelf. En zeker geen zelfkritiek. In haar gedachtegang was zij het slachtoffer. Ik heb niet met een ontwrichte en kwetsbare vrouw gesproken die volledig de kluts kwijt was. Integendeel, de Michelle van na 1996 leek me vastberaden bij de methodische aanpak van haar verdediging: het blijven herhalen dat ze niet verantwoordelijk is voor de gruweldaden. Ze voelde zich niet schuldig.' Naar aanleiding van het interview stuurde vader Lambrecks onmiddellijk een deurwaarder naar het klooster, omdat de families van de slachtoffers nog niets ontvangen hebben van de schadevergoeding van 179.000 euro. De deurwaarder heeft enkele bezittingen gevonden van weinig waarde, waardoor de kosten van verkoop hoger zouden zijn dan de mogelijke opbrengst.

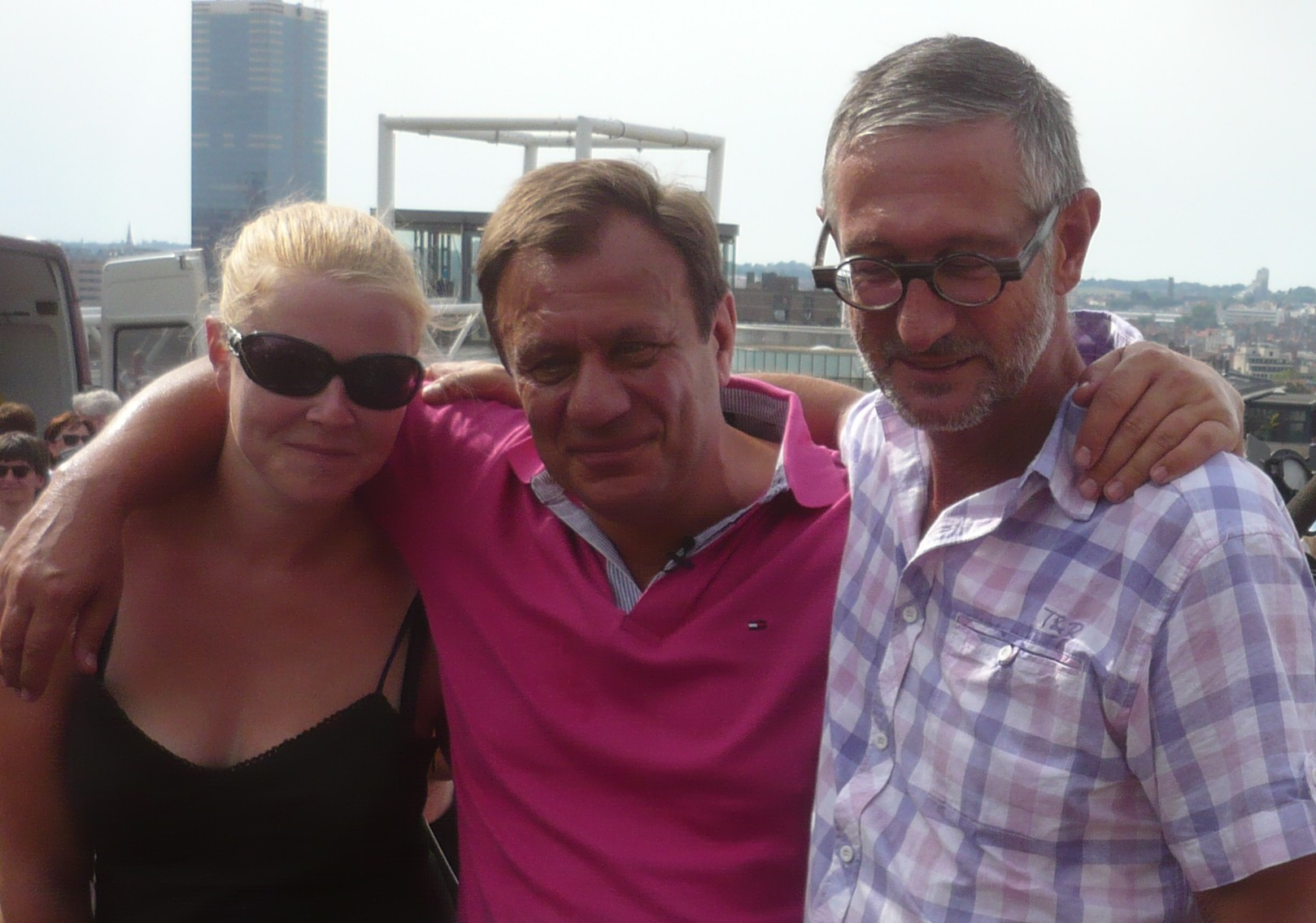
Laetitia Delhez, Jean-Denis Lejeune, Paul Marchal, Brussel, 19 augustus 2012

Jean-Denis Lejeune, vader van de vermoorde Julie Lejeune, organiseerde op 19 augustus een optocht in Brussel tegen de vrijlating van Martin en voor een snelle hervorming van justitie. Hij kreeg de steun van Paul Marchal, Jean Lambrecks en slachtoffer Laetitia Delhez. Er waren ongeveer 5000 aanwezigen. Na de manifestatie werden de families van de slachtoffers ontvangen door minister van Justitie, Annemie Turtelboom, en minister van Binnenlandse Zaken, Joëlle Milquet. Premier Elio Di Rupo ontving de ouders op 24 augustus 2012.
Lejeune en Marchal motiveerden hun verzet tegen de voorwaardelijke invrijheidstelling uitvoerig, Lejeune schreef ook een brief aan Martin en Marchal publiceerde een opinie op de nieuwssite van VRT:
- Experten verklaarden tijdens het proces dat Martin, net zoals Dutroux en Lelièvre, een psychopate is, die zich niet kan inleven in het leed dat ze anderen aandoet en die probeert alles naar haar hand te zetten. Ze kan best geen begeleiding krijgen, omdat een psychopate die begeleiding aanwendt om verder te groeien als psychopaat.
- Martin is recidiviste, maar dit wordt door de Belgische rechtspraak niet zo erkend omdat de eerste veroordeling door een correctionele rechtbank gebeurd is, en niet door een hof van assisen. Bij de eerste reeks ontvoeringen werd immers geen slachtoffer vermoord. Voor de Wet-Lejeune komt een recidivist pas na twee derde, en niet na een derde, in aanmerking voor voorwaardelijke invrijheidstelling.
- Martin verklaarde alles te hebben gedaan om haar ex-man te behagen omdat ze bang was. Die angst gebruikte ze om zich vrij te pleiten onder meer van het verzuim twee gevangen kleine kinderen te verlossen uit de kelder en hen te laten verhongeren, een gruwelijke moord. Martin bleef heel consequent deze slachtofferrol spelen.
- Martin doet er alles aan om geen schadevergoeding te moeten betalen aan de burgerlijke partijen. Ze liet zich bedrieglijk onvermogend verklaren door afstand te doen van de erfenis van haar moeder. Dit is een misdrijf dat ze bovendien pleegde terwijl ze in de gevangenis zat. De dag dat ze wist dat ze vervroegd kon vrijkomen is ze gestart met een symbolische vijf euro per maand, nog niet één procent van het loon dat ze ontving in de gevangenis, te storten op de derdenrekening van haar advocaat, voor een totaal van 265 euro op de dag van haar vrijlating. Naast giften verdiende Martin in de gevangenis meer dan 40.000 euro.
- Martin betuigt geen spijt. Ze liet enkel een formele spijtbetuiging afhandelen door een vzw. Ze weigerde tijdens het hele proces, evenmin nadien, de ware toedracht te vertellen van de feiten.

Premier Di Rupo verklaarde dat de regering op 4 september 2012 de hervormingen van justitie zal bespreken, met name over de Wet-Lejeune. Deze waren reeds voorzien in het regeerakkoord, maar werden door de vrijlating van Martin terug op de voorgrond geplaatst. Er wordt overlegd over de invoering van niet-samendrukbare straffen, waarbij de rechter in een vonnis kan vastleggen welk minimumdeel van een zware gevangenisstraf altijd moet worden uitgezeten, zonder kans op voorwaardelijke invrijheidstelling.
Gino Russo, vader van de vermoorde Mélissa Russo, stelde zich terughoudend op, omdat het volledige dossier (met voorwaarden en beperkingen) niet werd overgemaakt aan de families van de slachtoffers. Belangrijker dan zijn oordeel vindt hij het oordeel van de twee slachtoffers die nog leven.
Rachel Vanderhoven, de moeder van Eefje Lambrecks, had al beslist om zich niet in te laten met de strafuitvoering. Ze zei via haar raadsman Luc Savelkoul de verbolgen reacties van de families te begrijpen maar stelde: 'Als Martin aan de wettelijke voorwaarden voldoet, gelden die regels ook voor haar en moeten wij dat kunnen respecteren.' De verdediging van Rachel Vanderhoven viel reeds tijdens het proces in 2004 op door een volledige afwijzing van het netwerk-verhaal van Marc Dutroux en door een sterke aanval op procureur Bourlet.
De dag dat Martin daadwerkelijk werd vrijgelaten, veroorzaakte Vlaams parlementslid en Antwerps gemeenteraadslid Jurgen Verstrepen behoorlijk wat commotie met een uitspraak op Twitter: 'Niet zeveren, als we samenleggen (public funding) dan kunnen we toch een Albanees vinden én betalen die Michelle Martin neerlegt... kandidaten?' Hij voegde daar later nog aan toe: 'Voor weinig geld opgeruimd, veel goedkoper dan een klooster bewaken' en 'Bij nader inzien, Albanezen zijn te duur tegenwoordig, een drugsverslaafde junkie doet 't voor minder :)'. Het Antwerpse parket gaf de politie opdracht om een proces-verbaal tegen Verstrepen op te stellen wegens strafbare bedreigingen en het uitlokken van misdaden. Collega-politici distantieerden zich van de uitspraken.
Eind september 2012 antwoordde Martin via haar advocaat op de brief van vader Lejeune dat ze hem wil ontmoeten, zij het onder de volgende voorwaarden: gesprek via bemiddelaar, geen informatie van het gesprek mag uitlekken naar derden. Lejeune reageerde geschokt, verklaarde dat hij niet klaar is voor een ontmoeting, maar wenste over een antwoord na te denken: 'Ik had gehoopt dat ze een antwoord zou opsturen, ik wil niet door haar gemanipuleerd worden.' Lambrecks antwoordde dat een ontmoeting niet hoeft: 'Zestien jaar heeft Martin de kans gehad om te vertellen wat er gebeurd is. Als Martin een verklaring wil afleggen, dan moet ze dat maar bij de politie doen.' Als de familieleden van slachtoffers bereid zouden zijn tot een ontmoeting, dienen eerst ook de voorwaarden van de voorwaardelijke invrijheidsstelling aangepast. Deze houden onder meer in dat Martin geen contact mag hebben met de families van de slachtoffers.
Op 19 december 2012 maakte de burgemeester van Knokke Leopold Lippens bekend dat Michelle Martin in Knokke gesignaleerd geweest is en dat hij hierover verontwaardigd is. Hierdoor ontstond er weer een hetze rond Michelle Martin. Verscheidene krantenkoppen geven kritiek op de bekendmaking en uitspraken door Lippens en dat de heksenjacht op Michelle Martin mag gaan stoppen.
Na de verhuizing van de zusters van de Oude Klaren van Malonne naar Brussel in maart 2015, vond Michelle Martin een onderdak bij de voormalige rechter Christian Panier.

## Wijziging wetgeving voorwaardelijke invrijheidstelling
Het regeerakkoord van de regering-Di Rupo voorzag een gevoelige aanscherping van de Wet-Lejeune. Op 6 september 2012 werd dit naar aanleiding van de protesten tegen de vrijlating van Martin concreet uitgewerkt. Volgens de Liga voor Mensenrechten is deze verstrenging van de voorwaardelijke invrijheidstelling in strijd met de Belgische Grondwet en het Europees Verdrag voor de Rechten van de Mens (EVRM).

## Biografie en literatuur
- Op vraag van Martin schreef Nicole Malinconi het boek Vous vous appelez Michelle Martin.[44]
- In 2014 publiceerde romanschrijfster Kristien Hemmerechts de roman De vrouw die de honden eten gaf. In deze roman beziet zij de zaak-Dutroux vanuit het perspectief van Michelle Martin. In 2022 volgde een theaterbewerking van dit boek door het Het Zuidelijk Toneel.